# Acanthomuricea uimea
Acanthomuricea uimea is een zachte koraalsoort uit de familie Plexauridae. De koraalsoort komt uit het geslacht Acanthomuricea. Acanthomuricea uimea werd in 1999 voor het eerst wetenschappelijk beschreven door Grasshoff. 